# Baphia obanensis
Baphia obanensis är en ärtväxtart som beskrevs av Baker f. Baphia obanensis ingår i släktet Baphia och familjen ärtväxter. IUCN kategoriserar arten globalt som sårbar. Inga underarter finns listade i Catalogue of Life.